# Cú nhảy cuối cùng
Cú nhảy cuối cùng (tiếng Hàn: 마지막 승부; Romaja: Majimak Seungbu, tựa tiếng Anh: The Last Match) là một bộ phim truyền hình Hàn Quốc sản xuất năm 1994 dài 16 tập có sự tham gia của các diễn viên Son Ji-chang, Lee Sang-ah, Jang Dong-gun, Shim Eun-ha, Lee Jong-won và Shin Eun-kyung. Phim được phát sóng trên MBC vào 21:50 các ngày Thứ Hai và Thứ Ba bắt đầu từ ngày 3 tháng 1 năm 1994. Phim sau đó được phát sóng trên Đài Truyền hình Việt Nam.

## Phân vai

### Chính
- Son Ji-chang trong vai Lee Dong-min
- Jang Dong-gun trong vai Yoon Chul-joon
- Shim Eun-ha trong vai Jung Da-seul
- Lee Sang-ah trong vai Choi Mi-joo

### Phụ
Đội bóng rổ Đại học Myung Sun
- Park Hyung-joon trong vai cầu thủ số 9
- Heo Joon-ho trong vai cầu thủ số 10
- Song Ki-yoon trong vai huấn luyện viên đội Myung-sun

Đội bóng rổ Đại học Han Young
- Lee Jong-won trong vai Kim Seon-jae
- Kang In-duk trong vai huấn luyện viên đội Han-young
- Jun In-taek trong vai huấn luyện viên đội Han-young

Khác
- Jang Hang-sun trong vai cha của Chul-joon (chủ quán rau)
- Shin Eun-kyung trong vai Kim Soo-jin
- Park Chul
- Lee Dong-shin
- Lee Jung-hoon
- Park Jae-hoon
- Hong Yo-seob